# Ricotia aucheri
Ricotia aucheri là một loài thực vật có hoa trong họ Cải. Loài này được (Boiss.) B.L. Burtt miêu tả khoa học đầu tiên năm 1951.